# Slovenská strela
Slovenská strela je expresní či rychlíkový železniční spoj, který od července 1936 jezdí mezi slovenským hlavním městem Bratislavou a českým hlavním městem Prahou. V počátcích své existence byl spoj úzce spjat s dvojicí motorových vozů M 290.0 (Tatra 68), díky kterým spoj vynikal poskytovaným komfortem a rychlostí – zásluhou pokrokové konstrukce vozů a dobře sestaveného jízdního řádu s pouze jednou zastávkou se o více než hodinu zkrátily jízdní doby oproti nejrychlejšímu spoji vedenému parní lokomotivou. Celková řádná jízdní doba 4 h 18 min (jízdní řád 1938/39) byla překonána až počátkem 21. století vlaky EuroCity a následně ještě v letech 2006 a 2011 elektrickými jednotkami 680 Pendolino, které rekord drží nadále. Kromě cestovních dob se novodobý spoj liší více zastávkami, kapacitnějšími soupravami a provozem v pravidelném dvouhodinovém taktu.
Slovenská strela byla prvním oficiálně pojmenovaným vlakovým spojem čistě v režii Československých drah. Od 10. prosince 2017 byl tento spoj spolu s dalšími začleněn pod společné označení vlaků části linky Ex3 Metropolitan, ale v jeho názvu bylo z nostalgických důvodů nové označení sdruženo s původním, jezdí tedy pod názvem Metropolitan Slovenská strela.

## Historie

### Počátky expresního spojení Bratislavy s Prahou (1936–1939)

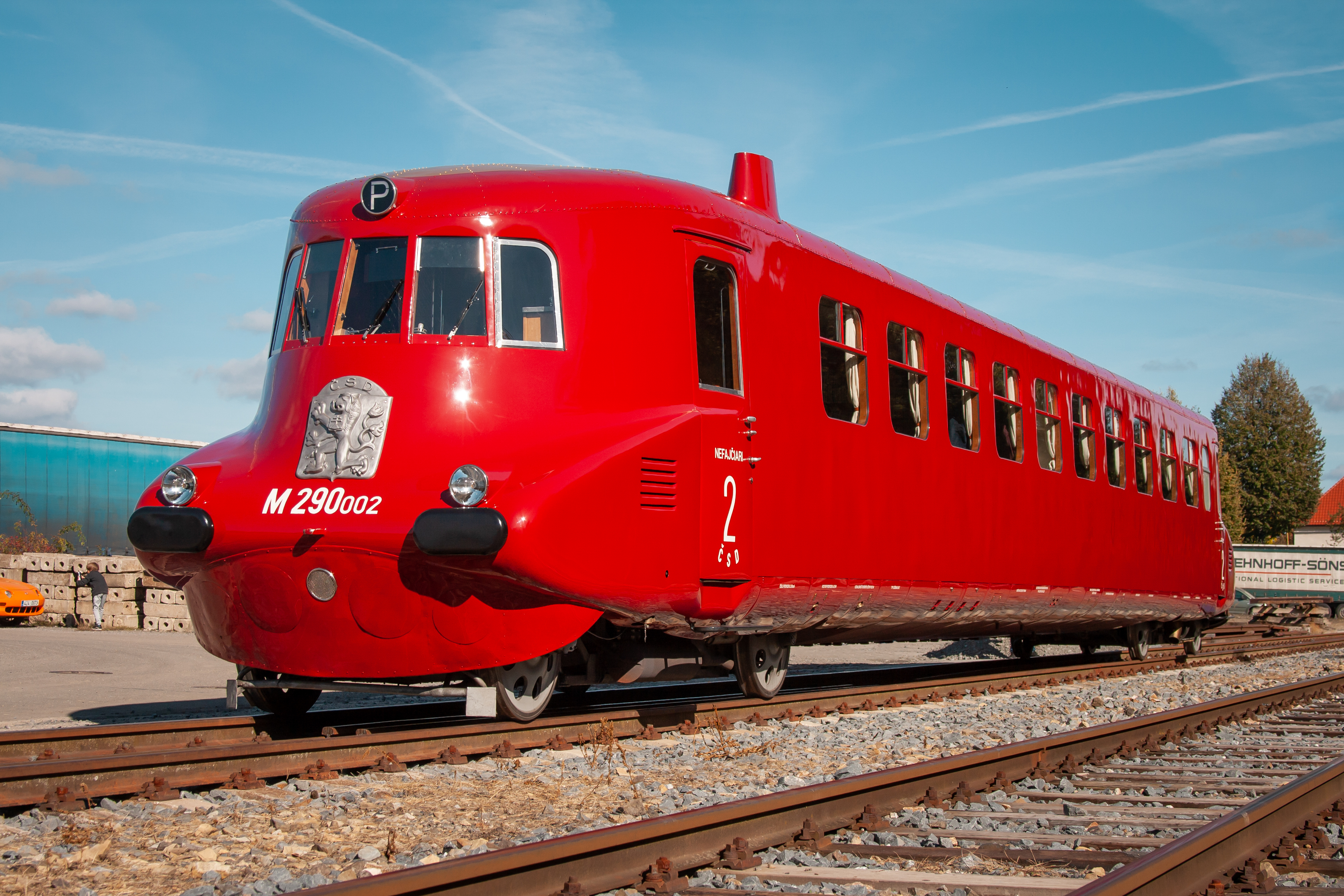
Motorový vůz M 290.002 po celkové renovaci s cílem obnovit původní podobu ze 30. let

Pojmenování spoje bylo úzce spjato s dvojicí příslovečně svižných prototypových motorových vozů M 290.0 (Tatra 68) z poloviny 30. let 20. století, které na něm velmi úspěšně jezdily v letech 1936–1939 (s paběrkováním i po květnu 1945) a o více než hodinu zkrátily jízdní dobu oproti nejrychlejšímu spoji vedenému parní lokomotivou. Vlakový spoj byl označen ve směru do Prahy jako MR (motorový rychlík) 175 a MR 176 ve směru do Bratislavy. V rámci Československa se jedná o první nasazení motorového vlaku do dálkové dopravy a současně také první snahu cílit také na rychlost spoje – Strela byla v té době nejrychlejším vlakovým spojem ČSD.
Provoz Slovenské strely skončil po rozdělení Československa na protektorát Čechy a Morava a Slovenskou republiku roku 1939. Dvojice motorových vozů byla během druhé světové války odstavena pro nedostatek paliva a vyjížděly jen pro udržení technické způsobilosti nebo při mimořádných příležitostech.

### Období nasazení zahraničních motorových jednotek (1945–1968)

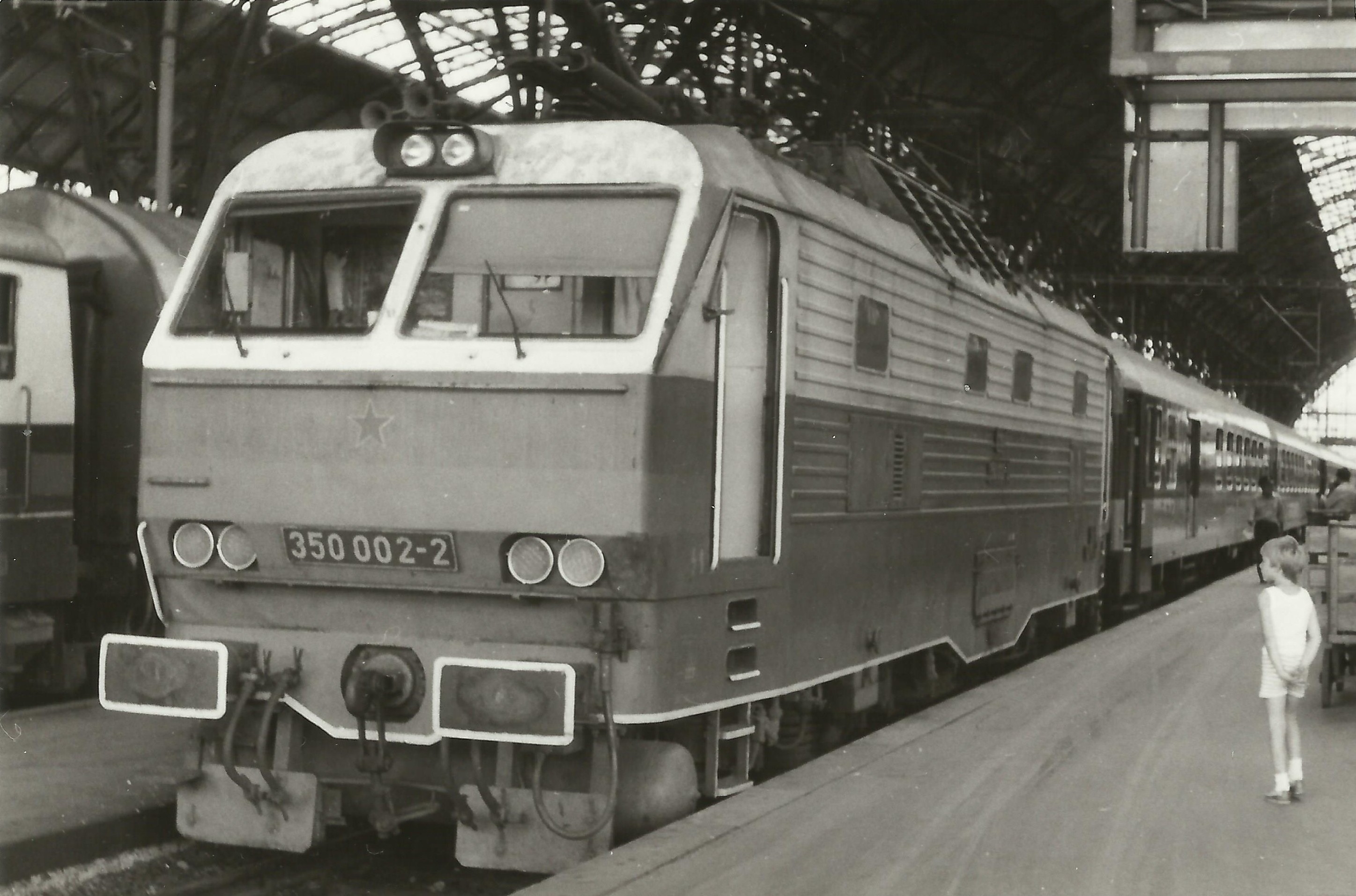
Ex 172 Slovenská strela v čele s lokomotivou 350 002-2 v Praze hl. n. (5. srpna 1989)

Po válce se v provozu obnoveného spoje Slovenská strela vozy M 290.0 střídaly s německými motorovými jednotkami, které zůstaly u ČSD jako válečná kořist a poskytovaly podobný luxus i podobně pokrokové technické řešení, avšak navíc měly větší kapacitu, která byla u vozů M 290.0 před válkou nedostačující. U ČSD dostaly nově nabyté vlaky označení M 296.0, M 297.0, M 493.0 a M 494.0. Původní vozy M 290.0 se tím pádem uvolnily na nasazení i na jiných spojích.
V 50. letech byly kořistní vlaky postupně z provozu staženy a na Slovenské strele je nahradily nové maďarské motorové jednotky Ganz.
V 60. letech z jízdního řádu pojem Slovenská strela na nějaký čas zmizel, zato vznikl Ostravan-Bratislavan expres. Jednotky do/z Ostravy a do/z Bratislavy v úseku mezi Prahou a Českou Třebovou jezdily spojeny dohromady.

### Období nasazení elektrických lokomotiv (1968–1989)
Toto spojení vydrželo až do května 1968, kdy Slovenská strela přešla na elektrickou trakci, přičemž opustila tradiční trasu přes Českou Třebovou a vydala se na trať přes Kutnou Horu a Havlíčkův Brod. Jelikož ve stanici Kutná Hora hlavní nádraží dochází ke styku železničních napájecích soustav, jízdní doba Slovenské strely se až do nasazení nových dvousystémových lokomotiv Škoda řady ES 499  prodlužovala nutným přepřahem lokomotivy. Na této trase spoj setrval až do elektrifikace trati Brno – Česká Třebová (č. 260).

### Provoz po roce 1989
V roce 1991/1992 měl ranní rychlíkový spoj číslo 172 a večerní spoj číslo 173. V roce 1994/1995 byla Slovenská strela vedená jako expres, a to pod číslem R 274 ráno z Bratislavy a R 275 večer z Prahy. Přečíslování souviselo s tím, že číselná řada do 199 byla vyhrazena pro EC a IC. V jízdním řádu 1995/1996 je Slovenská strela vedena již jako IC 74/75. Přesto byly tyto spoje vedeny v letech 1997/1998 až 1999/2000 opět jen jako běžné rychlíky 274/275.
Mezi lety 1992–1998 byla trať Brno – Česká Třebová zrekonstruována a elektrifikována, od roku 2001 se na ni vrátila Slovenská strela. Od tohoto roku se díky lokomotivám řady 350 a postupující rekonstrukci hlavních tratí zvýšila maximální rychlost tohoto a dalších spojů na 160 km/h.

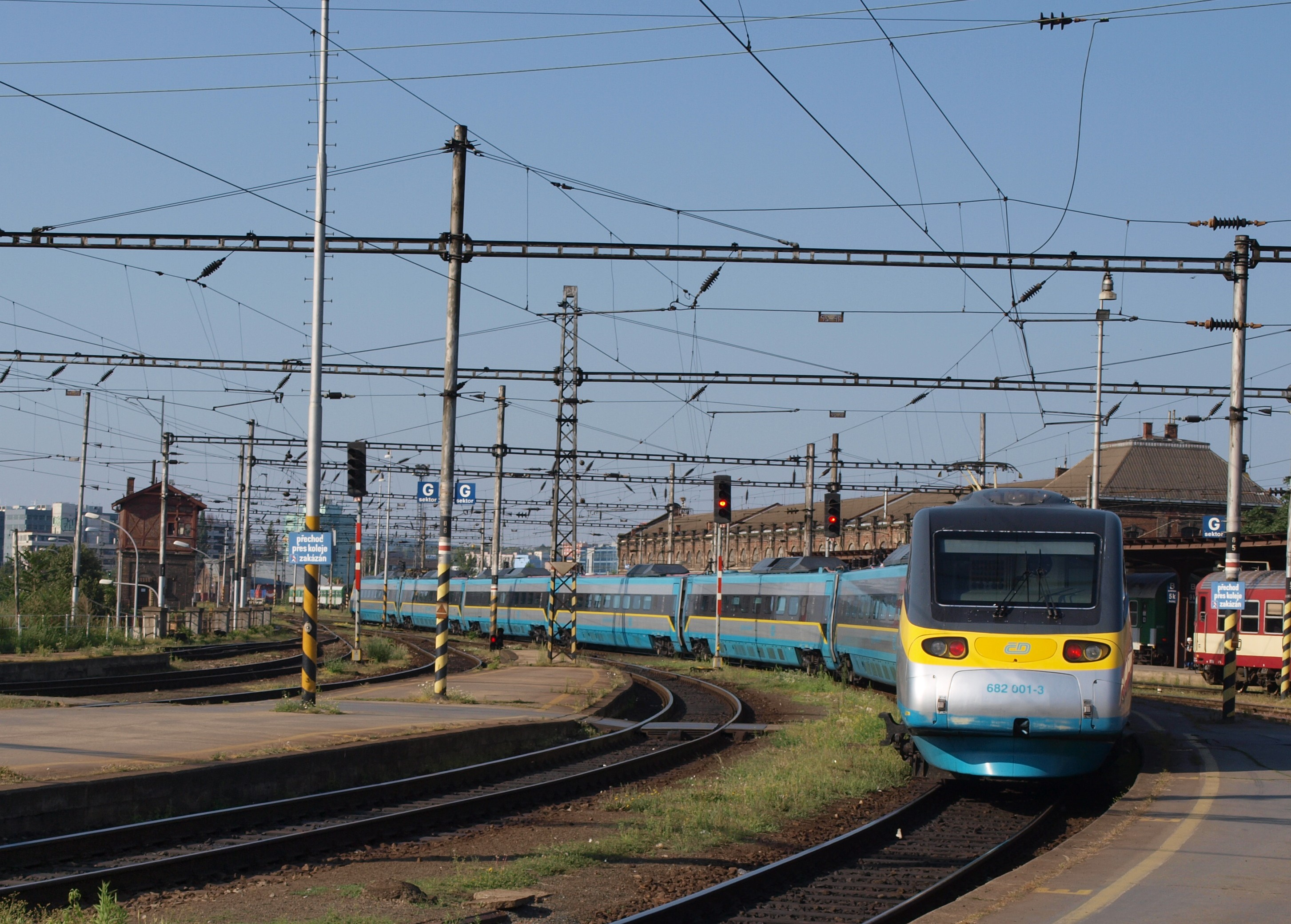
Jednotka ČD řady 680 Pendolino na odjezdu z Brna hl. n. (srpen 2009)

Od 10. prosince 2006 měly označení SuperCity Slovenská strela spoje EuroCity provozované Českými drahami ve spolupráci se Železniční společností Slovensko. Jako spoj EC 18 jezdil ráno z Bratislavy do Prahy a jako spoj EC 19 večer z Prahy do Bratislavy. Na vlak byla obvykle nasazována sedmivozová elektrická jednotka 680 Pendolino. V období jízdního řádu 2009/2010 byla na Slovenské strele nasazena klasická souprava, ale následujícího roku opět Pendolino, které jízdní dobu zkrátilo oproti ostatním EuroCity o cca 20 minut.
Od období jízdního řádu 2011/2012 byly tyto vlaky opět složené z klasických vozů. V úseku Břeclav – Bratislava jsou vedeny jako EC 278/279 a v úseku Praha – Břeclav byly vozy připojeny na EC 378 Carl Maria von Weber nebo EC 177 Johannes Brahms v opačném směru.
V období jízdního řádu 2012/2013 jezdily složené z klasických vozů pod číslem EC 378 v úseku Bratislava – Brno: ZSSK 350+5*Bmz+WRm815+Ampz s přepřahem za lokomotivu ČD 371 v Praze, za lokomotivu DB 101 v Drážďanech (v pátek a sobotu přidán vůz DB Bimdz). V opačném směru jezdily pod číslem 177. V tomto období byla také ukončena jednání ČD s firmou Siemens a nebyly koupeny další jednotky railjet, o kterých se uvažovalo i pro linku Praha – Brno – Bratislava – Budapešť, v rámci které tyto vlaky jezdily.
Od 10. prosince 2017 bylo marketingové označení všech spojů na lince Ex3 změněno na sjednocený název Metropolitan, pouze u spoje Slovenská strela došlo k rozšíření názvu na Metropolitan Slovenská strela.
Od 9. prosince 2018 zavedly České dráhy stejná pojmenování pro více než jeden pár vlaků, což umožnilo při změně jízdního řádu 9. června 2019 při prodloužení jednoho páru spojů railjet do Bratislavy, pojmenovat právě tyto spoje také jako Metropolitan Slovenská strela.

## Jízdní doby
Zavedení Slovenské strely k sobě Slovenskou a Českou metropoli skokově přiblížilo o hodinu, a to zejména díky lepší dynamice jízdy samostatného motorového vozu a vhodné konstrukci jízdního řádu, ve kterém měla Strela po cestě jedinou zastávku a oproti ostatním vlakům na trati nejvyšší prioritu.
Během prvních let po 2. světové válce probíhala obnova poničených železnic a jízdní doby se postupně přibližovaly k těm předválečným. V období socialismu nebyla rychlost prioritou a ani stav tratí nebyl pro zvyšování rychlosti příznivý.
Předválečné jízdní doby se proto povedlo překonat až po roce 2000 díky postupující rekonstrukcí hlavních tratí, zvýšení priority osobní dopravy a nasazením modernizovaných či nových hnacích vozidel. Oproti prvorepublikovému stavu je rozdíl nejen v rychlosti, ale také počtu spojů, jejich kapacitě a množství zastávek.
Následující tabulka zobrazuje srovnání odjezdů, příjezdů a jízdních dob podle příslušných jízdních řádů ČSD a ČD. Nasazení vozidel se mohlo ve skutečném provozu změnit.
| Rok začátku jízdního řádu                 | 1937            | 1950              | 1967           | 1995                                                      | 2010            | 2013                   | 2018                                                         | 2022                   |
|                                           |                 |                   |                |                                                           |                 |                        |                                                              |                        |
| Číslo vlaku                               | MR 175/176      | R 1/2             | expres 15/16   | IC 74/75                                                  | SC 278/279      | EC 177/378             | EC 282/283                                                   | EC 282/283             |
| Jízda Bratislava – Brno                   | 5:55–7:24       | 6:05–7:43         | 4:24–6:18      | 5:50–7:26                                                 | 5:54–7:14       | 6:13–7:37              | 6:10–7:35                                                    | 6:06–7:36              |
| Jízda Brno – Praha                        | 7:27–10:16      | 7:46–11:02        | 6:25–10:10     | 7:30–10:45                                                | 7:16–9:42       | 7:39–10:21             | 7:37–10:07                                                   | 7:38–10:42             |
| Jízda Praha – Brno                        | 18:35–21:24     | 18:18–21:37       | 18:15–21:48    | 16:48–19:58                                               | 18:13–20:36     | 17:39–20:19            | 17:50–20:22                                                  | 17:12–20:20            |
| Jízda Brno – Bratislava                   | 21:27–22:55     | 21:38–23:12       | 21:54–23:44    | 20:02–21:36                                               | 20:38–21:58     | 20:22–21:47            | 20:24–21:50                                                  | 20:22–21:54            |
|                                           |                 |                   |                |                                                           |                 |                        |                                                              |                        |
| Jízdní doba Brno – Praha                  | 2 hod 49 min    | 3 hod 16 min      | 3 h 45 min     | 3 h 15 min                                                | 2 h 26 min      | 2 h 42 min             | 2 h 32 min                                                   | 3 h 4 min              |
| Jízdní doba Praha – Brno                  | 2 hod 49 min    | 3 hod 19 min      | 3 h 33 min     | 3 h 10 min                                                | 2 h 23 min      | 2 h 40 min             | 2 h 32 min                                                   | 3 h 8 min              |
| Jízdní doba Bratislava – Praha            | 4 hod 21 min    | 4 hod 57 min      | 5 hod 46 min   | 4 h 55 min                                                | 3 h 48 min      | 4 h 8 min              | 3 h 57 min                                                   | 4 h 36 min             |
| Jízdní doba Praha – Bratislava            | 4 hod 20 min    | 4 hod 54 min      | 5 hod 29 min   | 4 h 48 min                                                | 3 h 45 min      | 4 h 8 min              | 4 h 0 min                                                    | 4 h 42 min             |
|                                           |                 |                   |                |                                                           |                 |                        |                                                              |                        |
| Dalších zastávek (na V+Z od Brna hl.n.)   | 0               | 1                 | 1+1            | 2+3                                                       | 2               | 2+2                    | 3+2                                                          | 2+2                    |
| Délka pobytu v zastávkách                 | 3 min           |                   |                |                                                           |                 |                        | 14 min                                                       | 4 min                  |
| Cestovní rychlost                         | 91,5 km/h       |                   |                |                                                           |                 | 96 km/h                | 100 km/h                                                     | 85 km/h                |
| Trasování přes                            | Českou Třebovou | Českou Třebovou   | Havlíčkův Brod | Havlíčkův Brod                                            | Českou Třebovou | Českou Třebovou        | Českou Třebovou                                              | Havlíčkův Brod         |
| Délka úseku Bratislava – Praha            | 397 km          |                   |                |                                                           |                 | 396 km                 | 396 km                                                       | 398 km                 |
| Nejvyšší povolená traťová rychlost        |                 |                   |                | 120 km/h (140 km/h zkušebně na několika krátkých úsecích) | 160 km/h        | 160 km/h               | 160 km/h                                                     | 160 km/h               |
| Nasazená vozidla                          | 1 motorový vůz  | motorová jednotka |                | souprava s lokomotivou                                    | pendolino       | souprava s lokomotivou | souprava s lokomotivou                                       | souprava s lokomotivou |
| Poznámka                                  |                 |                   |                |                                                           |                 |                        | Místo Brno hl.n. zastavuje v Brno dolní n. a Brno – Židenice |                        |
|                                           |                 |                   |                |                                                           |                 |                        |                                                              |                        |
| Párů vlaků za den celkem                  |                 |                   |                |                                                           |                 |                        | 12 (8 ČD a ZSSK, 4 RJ)                                       |                        |
| Párů vlaků za den s uvedenou jízdní dobou | 1               |                   |                |                                                           |                 |                        | 11                                                           |                        |